# ستيفن الثاني دوق بافاريا
ستيفان الثاني (1319-13 مايو 1375)؛ كان دوق بافاريا منذ عام 1347 حتى وفاته، هو الابن الثاني للإمبراطور لودفيغ الرابع البافاري وزوجته الأولى بياتريس من سيليزيا، وكذلك هو عضو من سلالة فيتلسباخ، ومن نسله استمر الفرع حتى 1777م.

## السيرة الذاتية
خلال عهد والده الإمبراطور لودفيغ الرابع شغل ستيفان منصب فوغت في شوابيا والألزاس، استحوذ الإمبراطور على براندنبورغ، وتيرول، وهولندا، وهينو وأمّنها لعائلته، ولكنه تنازل في عام 1329 عن بالاتينات العليا لصالح لفرع بالاتيناتي من العائلة، وعندما توفي والده عام 1347 خلفه ستيفان في منصب دوق بافاريا وكونت هولندا وهينو بالمناصفة مع أخوته الخمسة، استطاع لودفيغ الرابع توحيد بافاريا في عام 1340، ولكن مع 1349 تم تقسيم المنطقة مرة أخرى إلى بافاريا العليا، وبافاريا السفلى-لاندسهوت وبافاريا شتراوبينغ، بحيث حكم ستيفان الثاني منذ عام 1349 حتى عام 1353 مع إخوته فيلهلم الأول وألبرشت الأول في هولندا وبافاريا السفلى-لاندسهوت، ومنذ عام 1353 حكم بافاريا-لاندسهوت فقط.
بعد المصالحة المؤقتة بين عائلته والإمبراطور كارل الرابع من آل لوكسمبورغ المعادية أكد الأخير على جميع ممتلكاتهم وأراضيهم، وانضم ستيفان إلى بعثة كارل الاستكشافية في إيطاليا عام 1354، وأيضا منح لشقيقه لودفيغ السادس الروماني بصفته مارغريف براندنبورغ الكرامة الانتخابية بعد صدور مرسوم الذهبي في 1356، كان ستيفان الثاني الابن الأخير لإمبراطور لودفيغ الرابع الذي تم إعفاؤه من الحرمان الكنسي وذلك في 1362.
عندما توفي الدوق مينهارد ابن شقيقه الأكبر لودفيغ الخامس البراندنبورغي عام 1363 نجح ستيفان الثاني في غزو تيرول وبافاريا العليا، لتقوية موقفه ضد رودولف الرابع دوق النمسا تحالف مع بيرنابو فيسكونتي، ولكن في النهاية تخلى ستيفان عن تيرول لصالح هابسبورغ بموجب صلح شاردينج مقابل تعويض مالي ضخم وذلك بعد وفاة نسيبته مارغريت مولتاخ في عام 1369.
تسبب صراعه مع أخيه لودفيغ السادس الروماني على ميراث مينهارد البافاري إلى خسارة براندنبورغ في نهاية المطاف بعد أن جعل لودفيغ الروماني الإمبراطور كارل الرابع وريثه، ومع ذلك بقى ستيفان وشقيقه أوتو آخر حكام على براندنبورغ من العائلة حتى عودته إلى بافاريا عام 1373 بسبب خسارة براندنبورغ لصالح آل لوكسمبورغ نهائياً، ومع ذلك تلقى مع أخوته تعويضًا ماليًا مرة أخرى، توفي ستيفان في 1375وخلفه أبناؤه الثلاثة مما أدى إلى تقسيم المزيد من الأراضي البافارية، دفن في فراونكيرخ بميونخ.

## الأسرة والذرية
تزوج مرتين، أولاً في 27 يونيو 1328 من إليزابيتا ابنة فريدريكو الثالث ملك صقلية وإليانور من أنجو، وثانيًا أصبح متزوجًا في 14 فبراير 1359 من مارغريت من نورمبرغ ، ابنة يوهان الثاني من نورمبرغ وإليزابيث من هينبيرغ؛ كان جميع أبنائه من زواجه الأول؛ بما في ذلك ثلاثة أبناء الذين قاموا بتقسيم بافاريا فيما بينهم عام 1392 وابنة واحدة:-
1. ستيفان الثالث من بافاريا-إنغولشتات (1337 - 26 سبتمبر 1413)؛ هو والد إيزابو ملكة فرنسا قرينة شارل السادس المجنون.
2. فريدرخ من بافاريا-لاندسهوت (1339-4 ديسمبر 1393).
3. يوهان الثاني دوق بافاريا-ميونخ (1341–1397).
4. أغنيس (مواليد 1338)؛ تزوجت من جيمس الأول ملك قبرص، ليس لهم ذرية.

كان اثنان من أبناء ستيفان (ستيفان الثالث وفريدرخ) وحفيده ابن يوهان (إرنست) متزوجين من بنات حليفه برنابو فيسكونتي،      وفي عام 1447 ضمت بافاريا-إنجولشتات مع بافاريا-لاندسهوت التي استولت عليها بافاريا- ميونخ عام 1503 التي توحدت       من جديد وبصفة نهائية.